# Rare (álbum de David Bowie)
Rare (a menudo llamado Bowie Rare) es un álbum recopilatorio del músico y compositor británico David Bowie lanzado por RCA Records.
La recopilación contiene mezclas de rarezas entre 1969 y 1980. Nunca se llegó a reeditar en CD.
El álbum llegó al puesto número 34 en la lista de álbumes del Reino Unido. El álbum nunca se editó en Estados Unidos.

## Lista de canciones
Todas las canciones compuestas por David Bowie, excepto donde se indique lo contrario.

### Cara A
1. "Ragazzo solo, Ragazza sola" (Bowie, Mogol) – 5:02
  - Una versión en italiano de "Space Oddity", lanzado como sencillo en Italia en 1969
2. "Round and Round" (Chuck Berry) – 2:41 
  - Una versión de la canción de Chuck Berry "Around and Around", grabada en las sesiones de Ziggy Stardust y lanzado como Cara B del sencillo "Drive-In Saturday"
3. "Amsterdam" (Jacques Brel, Mort Shuman) – 3:25
  - Una versión de la canción de Jacques Brel, grabada en las sesiones de Ziggy Stardust y lanzado como Cara B del sencillo "Sorrow"
4. "Holy Holy" – 2:15
  - Una versión más reciente del sencillo de Bowie de 1970, grabada en las sesiones de Ziggy Stardust y lanzado como Cara B del sencillo  "Diamond Dogs"
5. "Panic in Detroit" – 5:49 
  - Grabación en directo de los mismos conciertos que David Livey lanzado como Cara B del sencillo "Knock on Wood"
6. "Young Americans" – 3:11
  - Sencillo en Estados Unidos

### Cara B
1. "Velvet Goldmine" – 3:08
  - Grabado como parte de las sesiones de Ziggy Stardust y lanzado como Cara B para la reedición del sencillo "Space Oddity" en 1975.
2. "Helden"  (Bowie, Brian Eno, Antonia Maass) – 6:07
  - Una versión de Heroes con letras en inglés y alemán, lanzado como sencillo en Alemania Oriental en 1977
3. "John, I'm Only Dancing (Again)" – 3:26
  - Single edit
4. "Moon of Alabama" (Bertolt Brecht, Kurt Weill) – 3:51
5. "Crystal Japan" – 3:07

## Listas

### Álbum
| Año  | Lista          | Posición |
| ---- | -------------- | -------- |
| 1983 | UK Album Chart | 34       |